# Reinsbüttel
Reinsbüttel est une commune allemande du Schleswig-Holstein, située dans l'arrondissement de Dithmarse (Kreis Dithmarschen), à douze kilomètres à l'ouest de la ville de Heide. Reinsbüttel est l'une des 18 communes de l'Amt Büsum-Wesselburen dont le siège est à Büsum.